# John Brown (cestista 1992)
John Edward Brown III (Jacksonville, 28 gennaio 1992) è un cestista statunitense.
Ha la particolarità di giocare con gli occhiali, circostanza per la quale è famoso anche il suo connazionale Amar'e Stoudemire.

## Carriera

### Gli anni in A2: 2016-2018
Disputa due campionati di Serie A2 prima con la maglia della Virtus Roma (girone ovest) poi con Treviso (girone est). Con la squadra della capitale disputa 30 partite di stagione regolare a 19,9 punti di media e quattro di play-off a 19,5 punti a gara. Con Treviso, l'anno seguente, abbassa leggermente la media punti: 17,77 in stagione regolare e 14,22 ai play-off in nove gare disputate.

### 2018-2019: Brindisi
Per la stagione 2018-19 viene messo sotto contratto dalla New Basket Brindisi società di Serie A. Esordisce in campionato il 7 ottobre 2018 nella sconfitta contro Milano, gara in cui realizza 19 punti. Il 16 dicembre 2018, contro Venezia, mette a referto 17 rimbalzi (di cui 11 offensivi), suo attuale record in Italia. Chiude il girone d'andata con 12,9 punti e 7,1 rimbalzi di media a partita. Alla quarta di ritorno, realizza 23 punti contro Pistoia (11/19 da due). Ottenuta la qualificazione per la Coppa Italia, Brown trascina la squadra in finale, dove viene però sconfitta da Cremona. Il giocatore riceve il premio, dal valore puramente simbolico, di "Giocatore più spettacolare" della manifestazione, per aver segnato complessivamente 63 punti. Con questa prestazione, infatti, è entrato nella classifica dei migliori realizzatori di sempre di una singola edizione di una Final 8: meglio di lui soltanto Alphonso Ford con 72 nel 2004, Maurice Evans con 66 nello stesso anno e Lynn Greer con 64 nel 2006.
In occasione della 26ª giornata contro Bologna segna il suo record di punti in LBA: 29 con 12/21 da due e 10 rimbalzi. Una settimana più tardi, contro Cremona, eguaglia tale record segnando sempre 29 punti ma con 13/20 da due. Chiude la stagione regolare con 14,4 punti e 6,7 rimbalzi di media. Con Brindisi gioca tre gare di play-off scudetto, uscendo al primo turno contro la Dinamo Sassari.

### 2019-2020: Il secondo anno in Puglia
Il 16 luglio 2019 la società pugliese annuncia il rinnovo del contratto con Brown per un'altra stagione.
Il 20 ottobre 2019 nella partita contro Pesaro migliora il suo record di punti, portandolo a 32, e mettendo contemporaneamente a segno 7 rimbalzi e 2 assist. Nel febbraio 2020, arriva a giocarsi da protagonista la finale di Coppa Italia persa 73 a 67 contro la Reyer Venezia. Tuttavia in seguito con Brindisi non concluderà la stagione regolare, per lo stop forzato del campionato, a causa della pandemia di Covid-19.

### 2020-2021: L'approdo in Russia
Il 9 luglio del 2020, lascia dopo quattro anni l'Italia, trasferendosi nel campionato russo, dove firma un contratto annuale con l'UNICS Kazan. Con i russi a fine stagione, perde la finale di Eurocup nel doppio confronto contro il Monaco. Successivamente viene nominato come miglior difensore del campionato, arrivando sino alla serie finale playoff del campionato russo persa per 3-0 contro il CSKA Mosca.

### 2021-2022: Il secondo anno a Kazan
Il 28 giugno 2021, rinnova per altre due stagioni con l'UNICS Kazan', disputando un'ottima Eurolega e nel febbraio 2022, batte il record di palle rubate in una singola stagione ben (66) in 23 incontri, contro le 64 che appartenevano al primato precedente datato 2001 di Manu Ginobili, quando il cestista argentino militava ai tempi nella Virtus Pallacanestro Bologna. Tuttavia in seguito, L'UNICS viene escluso dalla competizione, a stagione in corso, a causa dell'invasione russa dell'Ucraina del 2022.

### 2022: Il ritorno in Italia a Brescia
Dopo aver rescisso il contratto con i russi, l'11 aprile 2022 fa ritorno nel campionato italiano, firmando con la Pallacanestro Brescia fino a fine stagione.

### 2022-2023: L'arrivo in Francia
Dopo l'esperienza bresciana, l'ala firma con il Monaco, squadra con la quale è subito protagonista in Francia, dove vince campionato e coppa nazionale ed in Europa dove arriva tra le prime quattro squadre in Eurolega.

## Statistiche

### College
| Anno      | Squadra             | PG  | PT  | MP   | TC%  | 3P% | TL%  | RP  | AP  | PRP | SP  | PP   |
| --------- | ------------------- | --- | --- | ---- | ---- | --- | ---- | --- | --- | --- | --- | ---- |
| 2012-2013 | High Point Panthers | 28  | 28  | 25,9 | 51,9 | -   | 66,2 | 6,1 | 0,7 | 1,7 | 1,2 | 16,4 |
| 2013-2014 | High Point Panthers | 31  | 31  | 31,8 | 54,5 | 0,0 | 74,5 | 7,7 | 1,9 | 1,5 | 1,6 | 19,5 |
| 2014-2015 | High Point Panthers | 32  | 29  | 31,1 | 55,0 | 0,0 | 75,6 | 6,0 | 1,2 | 1,2 | 1,0 | 19,3 |
| 2015-2016 | High Point Panthers | 28  | 28  | 29,6 | 60,2 | 100 | 70,1 | 7,1 | 2,2 | 1,7 | 1,8 | 19,6 |
| Carriera  | Carriera            | 119 | 116 | 29,7 | 55,4 | 8,3 | 71,9 | 6,7 | 1,5 | 1,5 | 1,4 | 18,7 |

### Eurolega
| Anno      | Squadra      | PG  | PT | MP   | TC%  | 3P%  | TL%  | RP  | AP  | PRP  | SP  | PP   |
| --------- | ------------ | --- | -- | ---- | ---- | ---- | ---- | --- | --- | ---- | --- | ---- |
| 2021-2022 | UNICS Kazan' | 25  | 21 | 30,8 | 48,4 | 13,3 | 60,0 | 4,8 | 1,2 | 2,8* | 0,1 | 10,3 |
| 2022-2023 | Monaco       | 41  | 38 | 22,4 | 48,5 | 37,5 | 68,2 | 3,5 | 0,8 | 1,1  | 0,2 | 5,4  |
| 2023-2024 | Monaco       | 36  | 34 | 25,3 | 47,1 | 0,0  | 71,4 | 3,7 | 1,4 | 1,1  | 0,1 | 6,0  |
| Carriera  | Carriera     | 102 | 93 | 25,5 | 48,0 | 18,5 | 65,8 | 3,9 | 1,1 | 1,5  | 0,1 | 6,8  |

## Palmarès
- Campionato francese: 2

Monaco: 2022-2023, 2023-2024
- Coppa di Francia: 1

Monaco: 2022-2023
- Coppa di Serbia: 1

Stella Rossa: 2025

### Individuale
- VTB United League Defensive Player of the Year: 1

UNICS Kazan': 2020-2021
- All-Eurocup Second Team: 1

UNICS Kazan': 2020-2021